# Maryline Salvetat
Maryline Salvetat (nascida em 12 de fevereiro de 1974) é uma ciclista francesa que participa de ciclismo de estrada, bem como no ciclocross e mountain bike. Em 2002, 2004 e 2005, Salvetat tornou-se campeã nacional francesa em ciclocross. Em 2004, também conquistou a medalha de prata no Campeonato Europeu e Mundial de ciclocross. Competiu na prova de estrada (individual e por equipes) nos Jogos Olímpicos de Verão de 2008 em Pequim, terminando na décima quarta e vigésima posição.